# Stenaspis plagiata
Stenaspis plagiata là một loài bọ cánh cứng trong họ Cerambycidae.